# Kojima
Kojima Engineering foi uma equipe japonesa de Fórmula 1 que disputou apenas dois grandes prêmios, ambos no Japão, em 1976 e 1977.
A equipe foi fundada por Matsuhisa Kojima, e teve como pilotos Masahiro Hasemi, Noritake Takahara e Kazuyoshi Hoshino. Sua melhor colocação foi um 11º lugar obtido nos GP do Japão de 1976 e 1977, obtidos respectivamente por Hasemi (que ainda fez a melhor volta da prova, beneficiado pelo rendimento dos pneus Dunlop) e Hoshino, que competiu pela Heros Racing com um chassi cedido da equipe.